# Culture Seine-Oise-Marne
Pour les articles homonymes, voir SOM.
Objets typiques
poterie type « pot-de-fleur »
La culture Seine-Oise-Marne, dite aussi S.O.M. (ou SOM), est une culture préhistorique qui s'est développée au Néolithique récent fin du IVe au début du IIIe millénaire av. J.-C. (estimation -3400/3300 et -2800/2700) et au début du Chalcolithique, principalement dans le Bassin parisien. Il a été proposé
de cesser d’employer le terme Seine-Oise-Marne et de le remplacer par “le Néolithique récent du Bassin parisien”, terme plus neutre et plus en adéquation non seulement avec la réalité des données, mais aussi avec les périodisations des régions voisines.

## Historique
Le nom est créé en 1926 par Pere Bosch Gimpera et Serra-Rafols (es),. Puis vient Gérard Bailloud, collaborateur de Leroi-Gourhan à Arcy, qui privilégie les associations à une époque où le fossile était encore pratiquement la seule ligne directrice ; il opère un long travail d'analyses des associations d'objets et de leurs caractéristiques et donne corps au concept de Seine-Oise-Marne.

## Diffusion
La culture Seine-Oise-Marne a été nommée ainsi en raison des multiples découvertes archéologiques effectuées dans le Bassin parisien (bassins versants de la Seine, de l'Oise et de la Marne). Mais cette culture s'est diffusée bien au-delà, dans tout le nord-ouest de la France et au sud de la Belgique jusqu'aux Pays-Bas (allée couverte de Stein).
Cette culture est l'« une des plus anciennement identifiées et des mieux documentées du Néolithique français ». En, effet, les éléments qui apparaissent dans le Nord de la France au milieu du IIIe millénaire av. J.-C. ne se présentent nulle part ailleurs en association, et semblent témoigner d'une genèse sur place. La chronologie associée est très variable suivant les auteurs, d'autant qu'elle a pu persister localement jusqu'au bronze moyen, notamment en Belgique.
La culture  Seine-Oise-Marne est contemporaine de la culture de la céramique cordée qui s'étendait de l'Est de la France à la Russie, avec laquelle elle partage suffisamment d'éléments culturels communs pour que l'on puisse considérer la première comme un sous-ensemble de la seconde.

## Caractéristiques
La culture de Seine-Oise-Marne se caractérise par l'utilisation d'une poterie épaisse, de style assez grossier, dont la forme typique est appelée « pot-de-fleur » en raison de sa ressemblance avec cet objet contemporain. Cette céramique est peu décorée, les motifs se limitant à des incisions ou à des motifs cordés par impression.
Elle pratique l'inhumation en sépultures collectives dans des allées couvertes ou des hypogées. Dans ces sépultures, la Déesse mère, nourricière des vivants et protectrice des morts, est fréquemment représentée sous la forme du motif d'un collier surmontant une paire de seins. Les motifs sont généralement gravés près de l'entrée, dans le vestibule ou dans l'anté-grotte.
Bien que de très nombreux sites attribués à cette culture aient été identifiés, peu de site d'habitat ont été retrouvés et fouillés méthodiquement.